# Emilio Fuentes y Betancourt
Emilio Fuentes y Betancourt (1845, Cuba - 1909, Xalapa, México) fue un pedagogo cubano, que desarrolló su actividad profesional en el estado mexicano de Veracruz.

## Biografía
Emilio Fuentes y Betancourt nació en 1845 en la Capitanía General de Cuba, parte del Reino de España. Estudió en la Universidad de Madrid, España, y posteriormente obtuvo un doctorado en filosofía en la Universidad de San Marcos de la ciudad de Lima, Perú.
En 1877 emigró a México y se estableció en el Puerto de Veracruz. Trabajó como profesor de literatura y de lengua española. Colaboró con la revista México intelectual y fue director de la Escuela Normal Veracruzana. Colaboró con el pedagogo Enrique Rébsamen en sus estudios sobre la reforma educativa en el estado de Veracruz. Falleció en Xalapa en 1909.

## Obras
- Aparición y desarrollo de la poesía en Cuba (1889)
- Plácido y sus poemas (1890)